# Martha Rangel
Gloria Martha Rodríguez Mas (Ciudad de México, 23 de julio de 1936-Ciudad de México, 12 de octubre de 2012), conocida como Martha Rangel, fue una actriz mexicana. 

## Biografía y carrera

### Primeros años
Gloria Martha Rodríguez Mas nació el 23 de julio de 1936 en Ciudad de México, siendo hija del director de cine Joselito Rodríguez y María Elisa Maz Sinta, así como hermana de Juan, Lichita, Dulce María, Jorge, Pepe, y Titina Romay, y sobrina del director cinematográfico Ismael Rodríguez. 

### Incursión actoral
Martha Rangel en 1954, bajo el guion y dirección de su tío Ismael, debutó como actriz en la película, Maldita ciudad (un drama cómico). Entre sus trabajos más destacados se encuentra su participación en Angelitos Negros, de 1970. 

## Muerte
El 12 de octubre de 2012, Rangel falleció en Ciudad de México a los 76 años de edad. 

## Filmografía
•  El Tesoro del Indito (1956)
- Maldita ciudad (un drama cómico) (1954) ... Chirula
- Dos diablillos en apuros (1957) ... Gloria
- Pepito as del volante (1957) ... Gloria
- Pepito y el monstruo (1957) ... Katty Soler
- El cariñoso (1959) ... Novia de amigo de Raúl
- El tesoro del indito (1961)
- Vámonos para la feria (1961)
- Angelitos negros (1970) ... Ana Luisa de la Fuente
- Huracán Ramírez y la monjita negra (1973)
- Volver, volver, volver (1977) ... Laura